# Gongora arcuata
Gongora arcuata là một loài lan.